# Spoorlijn Merrey - Hymont-Mattaincourt
De Spoorlijn Merrey - Hymont-Mattaincourt is een Franse spoorlijn van Merrey naar Hymont. De lijn is 58,2 km lang en heeft als lijnnummer 035 000.

## Geschiedenis
De spoorlijn werd door de Chemins de fer de l'Est geopend op 1 maart 1881. In december 2016 werd het personenvervoer opgeheven vanwege de staat van de spoorlijn. Sinds april 2019 is er weer een wekelijkse verbinding tussen Vittel en Paris-Est.

## Treindiensten
De SNCF verzorgt het personenvervoer op dit traject TER treinen. Daarnaast is de lijn in gebruik voor de bediening van de Nestléfabriek in Vittel.
| Serie      | Treinsoort | Route                                                       | Bijzonderheden                                         |
| ---------- | ---------- | ----------------------------------------------------------- | ------------------------------------------------------ |
| TER 836400 | TER (SNCF) | Paris-Est – Troyes – Chaumont – Culmont-Chalindrey – Vittel | Rijdt op vrijdagen en zondagen van april tot november. |

## Aansluitingen
In de volgende plaatsen is of was er een aansluiting op de volgende spoorlijnen:
Merrey
RFN 032 000, spoorlijn tussen Culmont-Chalindrey en Toul
Hymont-Mattaincourt
RFN 030 000, spoorlijn tussen Neufchâteau en Épinal
RFN 035 306, raccordement van Hymont-Mattaincourt